# Райс, Изабелла
Изабелла Кай Райс (англ. Isabella Kai Rice) — американская юная актриса, наиболее известная своей ролью молодой Элисон Дилаурентис в телесериале «Милые обманщицы» и Сары Комптон в телесериале «Настоящая кровь».

## Карьера
В 2014 году Райс сыграла роль Сары Комптон, дочери Билла Комптона в седьмом сезоне сериала HBO «Настоящая кровь». Позже она снялась пятом и шестом сезонах сериала Freeform «Милые обманщицы». Там она исполнила роль молодой Элисон Дилаурентис, в то время как взрослую версию персонажа играет Саша Питерс.
Исполнила роль молодой Джерики Бентон (взрослую версию персонажа исполняет Обри Пиплз в музыкальном фантастическом фильме «Джем и Голограммы», снятый Джоном М. Чу. Премьера состоялась 23 октября 2015 года на кинокомпании Universal Pictures.
Исполнила роль Лили в фильме «Наваждение» (2017) вместе с Кэтрин Хайгл, Розарио Доусон и Джоффом Стульцом.

## Фильмография

### Фильмы
| Год  | Название                          | Роль                   | Примечания |
| ---- | --------------------------------- | ---------------------- | ---------- |
| 2015 | Похищение: История Ханны Андерсон | Бекка Маккиннон        |            |
| 2015 | Джем и Голограммы                 | Молодая Джерика Бентон |            |
| 2015 | Бесплотные                        | Софи Гибб              |            |
| 2017 | Наваждение                        | Лили                   |            |
| 2019 | Друг                              | Молли                  |            |

### Телевидение
| Год       | Название                 | Роль              | Примечания                 |
| --------- | ------------------------ | ----------------- | -------------------------- |
| 2013      | Хор                      | Девочка           | 1 эпизод                   |
| 2014      | Два с половиной человека | Ребёнок #5        | 1 эпизод                   |
| 2014      | Настоящая кровь          | Сара Комптон      | 3 эпизода                  |
| 2014—2015 | Милые обманщицы          | Элисон в детстве  | 2 эпизода                  |
| 2016      | Доктор Кен               | Эмма              | Эпизод: «Валентинка Дэйва» |
| 2016      | Касл                     | маленькая девочка | Эпизод: «Нечестная игра»   |
| 2018      | My Dead Ex               | 10 летняя Чарли   | 5 эпизодов                 |
| 2019      | Sydney to the Max        | Хейли             | 2 эпизода                  |